# Dualizmus (filozófia)

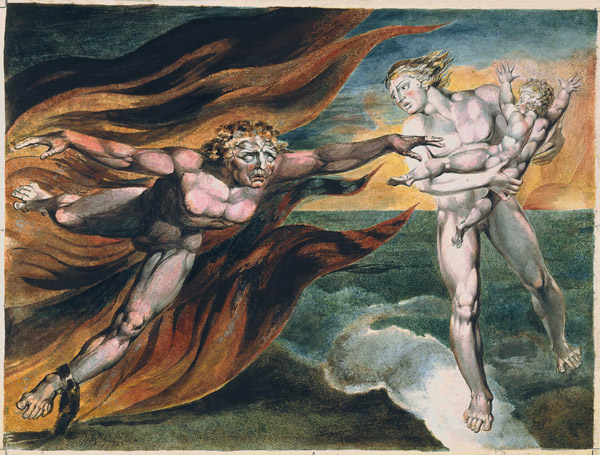
William Blake: A gonosz és a Jó egy angyallal

A dualizmus a filozófiai gondolkodásban, mint neve is mutatja, két szubsztancia létezését állító elméletek összességét foglalja magában. 

## Vallási dualizmus
A gnosztikus vallási dualizmus olyan vallási felfogás, amely szerint a világegyetemben két szembenálló erő (isten) viaskodik, örök harcot víva egymással. A legtöbb dualista vallási rendszer hisz egy transzcendens jó istenben, akinek semmi köze az anyagi világhoz és az ezt domináló gonosz erőkhöz.
Isten csak szellemi világot teremtett, az anyagi világ teremtője egy másik isten, így az anyagi valóság eredendően rossz. 
Dualista gondolkodású volt a perzsa vallás és a gnoszticizmus irányzatainak egy része. A gnoszticizmus dualizmusát vitték tovább később a katharok és a rózsakeresztesek és a szabadkőműves páholyok is. A sátánizmus bizonyos irányzatai szintén dualisták.

## Elmefilozófia
A dualizmusnak két fajtáját különböztetjük meg. A klasszikus, karteziánus dualizmus szerint a fizikai és a lelki szubsztanciák egyaránt létezők. A dualizmus másik formája csak a fizikai létezőket fogadja el létezőnek, azonban nem zárja ki, léteznek a fizikaitól független mentális entitások.

### Klasszikus dualizmus
A klasszikus, karteziánus dualizmus szerint két szubsztancia létezik: az anyagi és a szellemi. Amíg a materiális (anyagi) dolgok jellemzője az, hogy térben és időben léteznek, addig a lelki szubsztanciáknak (létezőknek) nincs tér- és időbeli kiterjedésük. A lelki szubsztanciák továbbá nem magyarázhatóak a fizika törvényeinek a segítségével, és csak rájuk jellemző a gondolkodás képessége. A klasszikus dualista álláspont fő képviselője, René Descartes szerint az ember egy gondolkodó részből (res cogitas) és egy kiterjedt részből (res extensa), testből áll. Tőle származik az ismert felfoghatósági érv:
Azután figyelmesen megvizsgáltam, mi vagyok én. Láttam, hogy el tudom képzelni: nincs testem, nincs világ és nincs tér, amelyben vagyok. De azért azt nem tudom elképzelni, hogy magam nem vagyok; ellenkezőleg, éppen abból, hogy azt gondolom, hogy más dolgok igazságában kételkedem, egészen világosan és bizonyosan az következik, hogy én vagyok. Ellenben mihelyt csak megszűntem volna gondolkodni, nem volna semmi alapom azt hinni, hogy vagyok, még ha igaz is volna minden egyéb, amit valaha képzeltem. Ebből felismertem, hogy olyan szubsztancia vagyok, amelynek egész lényege vagy természete a gondolkodás, amelynek, hogy létezzék, nincs szüksége semmiféle helyre, s amely nem függ semmiféle anyagi dologtól. Úgyhogy ez az én, azaz a lélek, amely által az vagyok, ami vagyok, teljességgel különbözik a testtől, sőt: könnyebben is lehet megismerni, mint a testet, s még akkor is egészen az volna, ami, ha test nem léteznék.
Descartes: Elmélkedések az első filozófiáról

#### Szellem a gépben

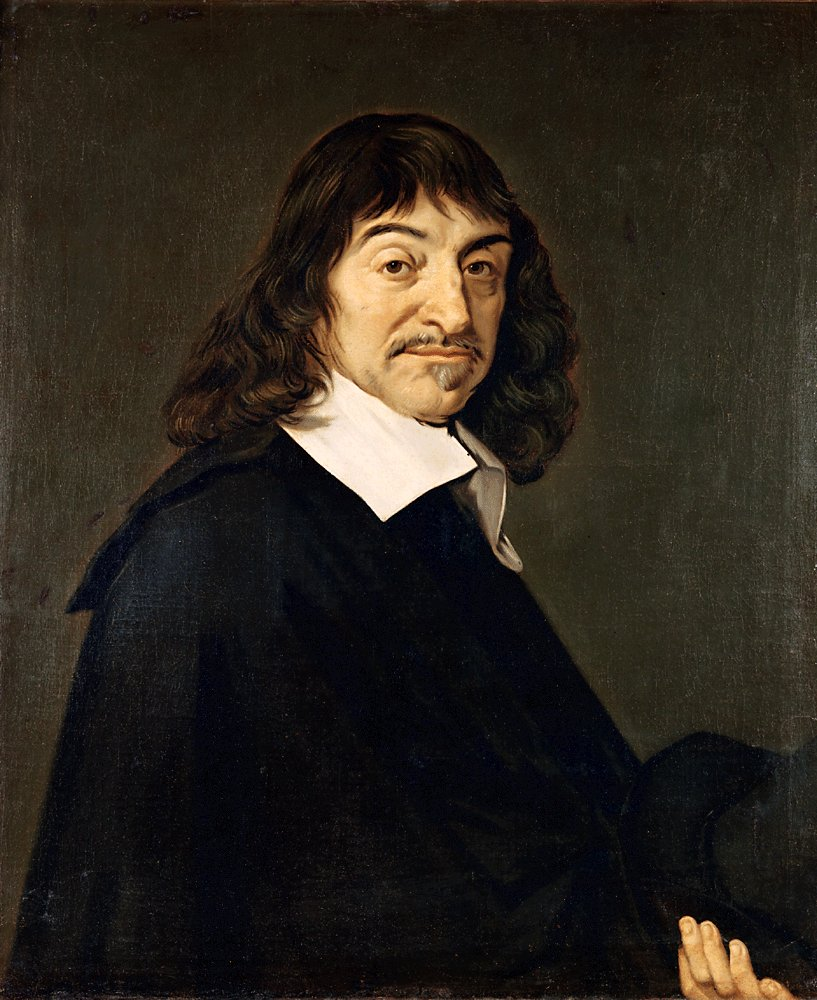
René Descartes (1596-1650)

A "szellem a gépben" elmélet megalkotójának Descartes tekinthető. Ő azt állította, hogy a lélek nem úgy lakozik az emberi testben, mint kormányos a hajójában, azaz nem mint egy szellem gépben, hanem szorosan összefügg, össze van kapcsolva vele:
A természet persze az említett érzetek, a fájdalom, az éhség és a szomjúság által arra is tanít, hogy nem pusztán olyként vagyok jelen a testemben, mint hajós a hajójában, hanem egészen szorosan összekapcsolódtam, sőt már-már összekeveredtem vele, olyannyira, hogy már valamiféle egységet alkotunk.
Descartes: Elmélkedések az első filozófiáról (Hatodik elmélkedés)
A szellem a gépben elméletet Leibniz a következőképpen cáfolta:
Képzeljünk el egy gépet, amelynek szerkezete lehetővé teszi, hogy gondolkodjék, érezzen és percepciói legyenek, és képzeletben növeljük meg akkorára – arányait változatlanul hagyva –, hogy beléphessünk a gépbe, mint egy malomba. Ha mindezt feltesszük és belülről megtekintjük a gépet, csak egymást hajtó alkatrészeket fogunk látni, és semmi olyant nem látunk benne, amivel a percepciót megmagyarázhatjuk. Ezt az egyszerű szubsztanciában kell keresnünk, és nem az összetett -ben, a gépben.
Leibniz: Monadológia
Leibniz érve a következő: ha egy gondolkodó gépet részeire bontunk és alaposan megvizsgáljuk szerkezetileg, felépítésileg nem fogunk mást megtudni mint azt amit fizikai működéséről megtudhatunk. De sohasem leszünk képesek a gondolkodás és érzékelés tényét fizikai vizsgálattal megismerni, magyarázni. A levonható következmény azt, hogy egy személy biofizikai állapotának az ismerete nem ad ismeretet annak tudatos állapotairól.

### Materialista dualizmus
A materializmus csak egytípusú szubsztanciát fogad el létezőnek, mégpedig csak a materiális szubsztanciát. A materialisták úgy gondolták, hogy a mentális állapotok nem redukálhatóak fizikai állapotokra, azonban nem elképzelhetetlen, hogy léteznek a fizikaitól független mentális entitások.
A materialisták véleménye az, hogy Leibniz rossz helyen kereste a lelket. Szerintük ahhoz, hogy magyarázható legyen a gondolkodás, az érzékelés és az érzés, értelmetlen "belső alkotóelemeket" keresni. A lelki tulajdonságok biológiai organizmusok viselkedését meghatározó képességekre utalnak. Azaz úgy állapítjuk meg valakiről, hogy például fájdalmat érez, hogy megfigyeljük hogyan viselkedik amikor bizonyos behatások érik, például amikor leforrázza magát. Valaki nyelvtudásáról pedig úgy szerzünk tudomást, hogy megkérdezünk tőle valamit az illető nyelven, amaz pedig releváns választ ad kérdésünkre a kiválasztott nyelven. A materialisták szerint a lelki jelenségek, valójában nem mások mint olyan képességek összessége, amelyek meghatározzák, hogy bizonyos fizikai és társadalmi környezetben hogyan viselkedik valaki. 
Ugyancsak a materializmus képviselői a testlélek elméletet vallók is. Szerintük a lelki állapotok azonosak a fizikai állapotokkal. A legismertebb példájuk a fájdalom érzése: a fájdalmat, egy adott környezeti hatást, az idegrendszer közvetíti, majd feltételezzük, hogy egy C típusú neuron valamilyen állapotba kerül. Az ingerület eljut az agyba, ahonnan az ingerületek eljutnak az izmokhoz, amelyek megmozdulása kiváltja a kívánt viselkedést.
A redukcionalizmus és tulajdonság-dualizmus szerint a materializmus csak úgy értelmezhető, ha a lelki tulajdonságokat, bizonyos fizikai tulajdonságokkal azonosítunk. Kell hogy létezzen valamilyen különbség fizikai szinten ahhoz, hogy valamilyen különbség létezhessék a mentális szinten. Tehát elfogadják, hogy léteznek lelki tulajdonságok, de azok a fizikai tulajdonságokra épülnek.